# Damvix
Damvix [dɑ̃viks] est une commune française située dans le département de la Vendée, en région Pays de la Loire.

## Géographie
Damvix est un village touristique au cœur du Marais poitevin, au sud de la Vendée. Situé à 37 km de la côte atlantique (La Rochelle), au centre du triangle La Rochelle - Puy du Fou - Futuroscope, il attire de nombreux touristes. Il est à peu près équidistant de 20 à 25 km de trois villes appartenant à trois départements différents, Fontenay-le-Comte (Vendée), Niort (Deux-Sèvres) et La Rochelle (Charente-Maritime). La commune de Damvix est située en grande partie sur la rive droite de la Sèvre niortaise.
Le territoire municipal de Damvix s'étend sur 1 151 ha. L'altitude moyenne de la commune est de 3 m, avec des niveaux fluctuant entre 0 et 10 m,.

### Communes limitrophes
|          | Maillezais             |                 |
| Maillé   | Damvix                 | Saint-Sigismond |
| La Ronde | Saint-Hilaire-la-Palud | Arçais          |

### Climat
Pour des articles plus généraux, voir Climat des Pays de la Loire et Climat de la Vendée.
En 2010, le climat de la commune est de type climat océanique franc, selon une étude du CNRS s'appuyant sur une série de données couvrant la période 1971-2000. En 2020, Météo-France publie une typologie des climats de la France métropolitaine dans laquelle la commune est exposée à un climat océanique et est dans une zone de transition entre les régions climatiques « Poitou-Charentes » et « Littoral charentais et aquitain ». 
Pour la période 1971-2000, la température annuelle moyenne est de 12,1 °C, avec une amplitude thermique annuelle de 14,3 °C. Le cumul annuel moyen de précipitations est de 768 mm, avec 11,9 jours de précipitations en janvier et 6,5 jours en juillet. Pour la période 1991-2020, la température moyenne annuelle observée sur la station météorologique de Météo-France la plus proche, « Prin-Deyrancon », sur la commune de Prin-Deyrançon à 13 km à vol d'oiseau, est de 12,9 °C et le cumul annuel moyen de précipitations est de 837,0 mm,. Pour l'avenir, les paramètres climatiques de la commune estimés pour 2050 selon différents scénarios d'émission de gaz à effet de serre sont consultables sur un site dédié publié par Météo-France en novembre 2022.

## Urbanisme

### Typologie
Au 1er janvier 2024, Damvix est catégorisée commune rurale à habitat dispersé, selon la nouvelle grille communale de densité à sept niveaux définie par l'Insee en 2022.
Elle est située hors unité urbaine. Par ailleurs la commune fait partie de l'aire d'attraction de Niort, dont elle est une commune de la couronne,. Cette aire, qui regroupe 91 communes, est catégorisée dans les aires de 50 000 à moins de 200 000 habitants,.

### Occupation des sols
L'occupation des sols de la commune, telle qu'elle ressort de la base de données européenne d’occupation biophysique des sols Corine Land Cover (CLC), est marquée par l'importance des territoires agricoles (93,3 % en 2018), en diminution par rapport à 1990 (94,5 %). La répartition détaillée en 2018 est la suivante : 
terres arables (41,9 %), prairies (39,3 %), zones agricoles hétérogènes (12,1 %), zones urbanisées (6,7 %), forêts (0,1 %). L'évolution de l’occupation des sols de la commune et de ses infrastructures peut être observée sur les différentes représentations cartographiques du territoire : la carte de Cassini (XVIIIe siècle), la carte d'état-major (1820-1866) et les cartes ou photos aériennes de l'IGN pour la période actuelle (1950 à aujourd'hui).

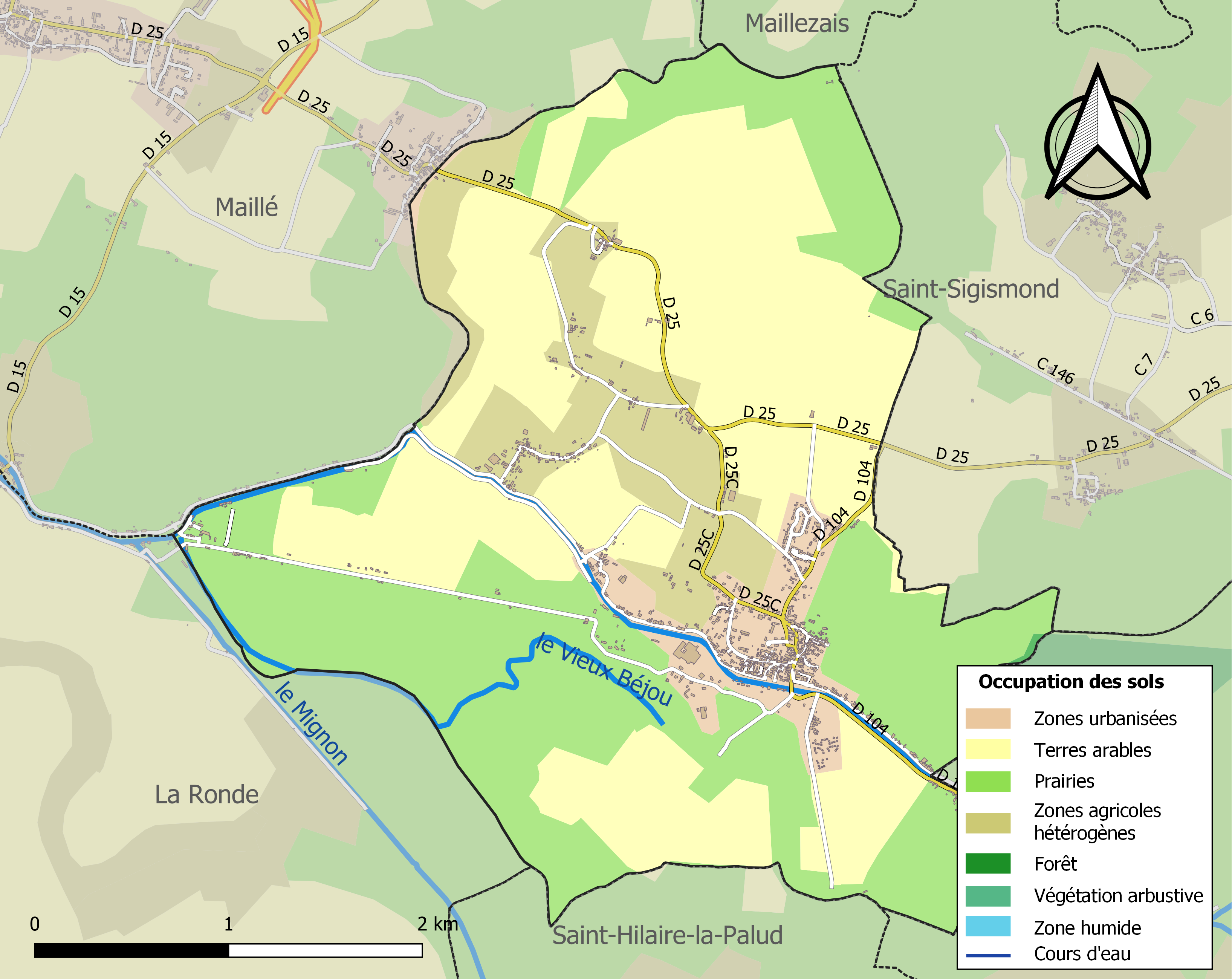
Carte des infrastructures et de l'occupation des sols de la commune en 2018 (CLC).

## Toponymie
En poitevin, la commune est appelée Danvi.

## Histoire
La première mention écrite de Damvix a lieu au XIe siècle lors de la donation du comte Guillaume le Grand à l'abbaye de Saint-Maixent. C'est le 10 mars 1010 que cela se produit en mentionnant une forêt entre la Sèvre et l'Autise ainsi qu'une église consacrée à Saint-Guy ou Saint-Vit.

## Politique et administration

### Liste des maires

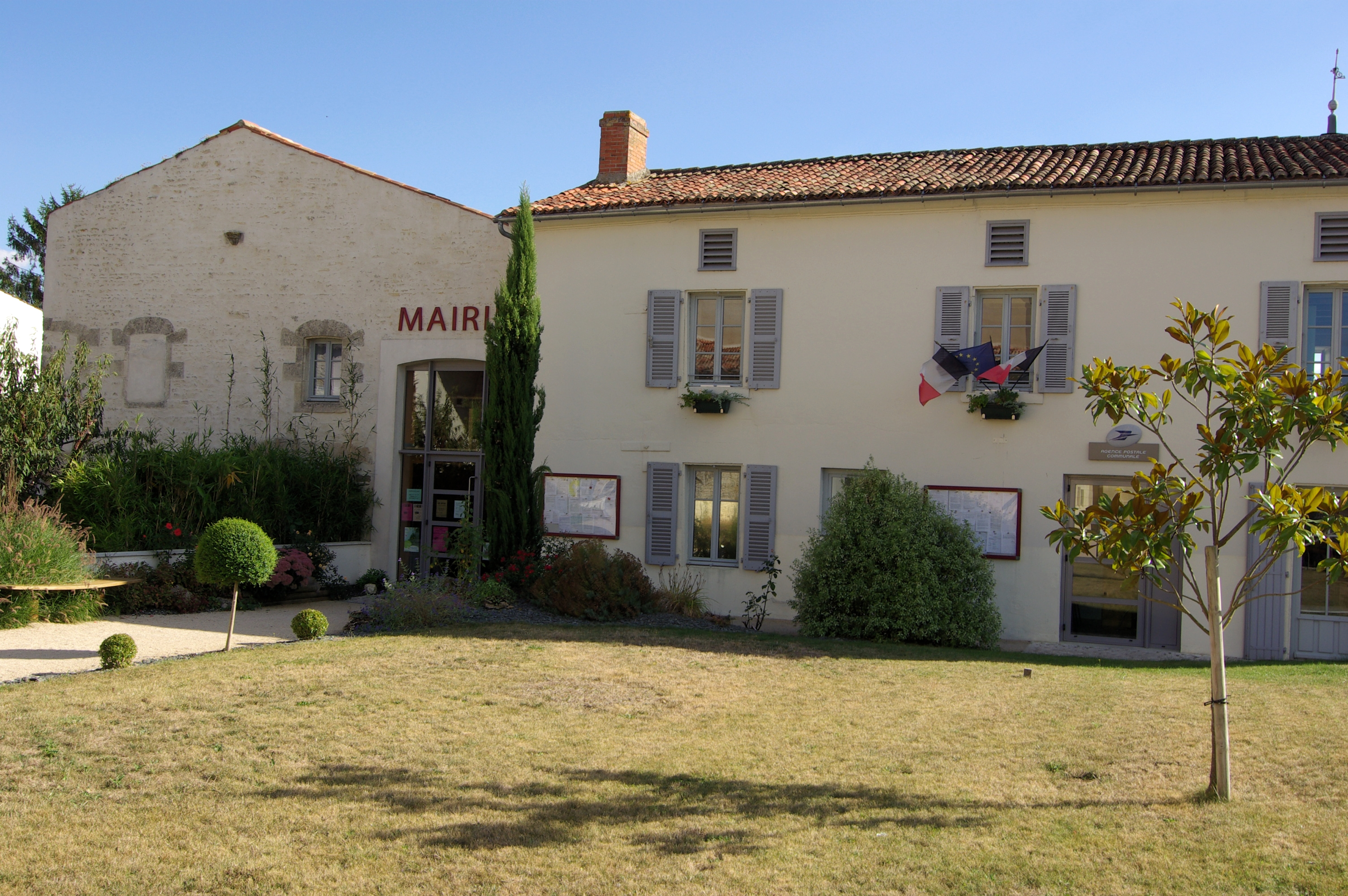
La mairie.

| Période                                  | Période  | Identité             | Étiquette | Qualité                                         |
| ---------------------------------------- | -------- | -------------------- | --------- | ----------------------------------------------- |
| avant 1981                               | ?        | Jean David           |           |                                                 |
| avant 1995                               | 2020     | Jean-Claude Richard, | DVD       | retraité président de la Communauté de communes |
| 2020                                     | En cours | Gilles Bouteiller    |           |                                                 |
| Les données manquantes sont à compléter. |          |                      |           |                                                 |

## Population et société

### Démographie

#### Évolution démographique
L'évolution du nombre d'habitants est connue à travers les recensements de la population effectués dans la commune depuis 1793. Pour les communes de moins de 10 000 habitants, une enquête de recensement portant sur toute la population est réalisée tous les cinq ans, les populations de référence des années intermédiaires étant quant à elles estimées par interpolation ou extrapolation. Pour la commune, le premier recensement exhaustif entrant dans le cadre du nouveau dispositif a été réalisé en 2008.

En 2022, la commune comptait 731 habitants, en évolution de −2,27 % par rapport à 2016 (Vendée : +5,33 %, France hors Mayotte : +2,11 %).
| 1793 | 1800 | 1806 | 1821 | 1831 | 1836 | 1841 | 1846  | 1851  |
| ---- | ---- | ---- | ---- | ---- | ---- | ---- | ----- | ----- |
| 713  | 640  | 650  | 757  | 791  | 822  | 893  | 1 011 | 1 069 |

| 1856  | 1861  | 1866  | 1872  | 1876  | 1881  | 1886  | 1891  | 1896  |
| ----- | ----- | ----- | ----- | ----- | ----- | ----- | ----- | ----- |
| 1 184 | 1 200 | 1 285 | 1 326 | 1 435 | 1 467 | 1 473 | 1 422 | 1 468 |

| 1901  | 1906  | 1911  | 1921  | 1926  | 1931  | 1936  | 1946  | 1954 |
| ----- | ----- | ----- | ----- | ----- | ----- | ----- | ----- | ---- |
| 1 402 | 1 390 | 1 342 | 1 181 | 1 167 | 1 081 | 1 070 | 1 002 | 974  |

| 1962 | 1968 | 1975 | 1982 | 1990 | 1999 | 2006 | 2008 | 2013 |
| ---- | ---- | ---- | ---- | ---- | ---- | ---- | ---- | ---- |
| 896  | 828  | 757  | 695  | 673  | 705  | 747  | 758  | 761  |

| 2018 | 2022 | - | - | - | - | - | - | - |
| ---- | ---- | - | - | - | - | - | - | - |
| 745  | 731  | - | - | - | - | - | - | - |

#### Pyramide des âges
La population de la commune est relativement âgée.
En 2018, le taux de personnes d'un âge inférieur à 30 ans s'élève à 22,0 %, soit en dessous de la moyenne départementale (31,6 %). À l'inverse, le taux de personnes d'âge supérieur à 60 ans est de 39,1 % la même année, alors qu'il est de 31,0 % au niveau départemental.
En 2018, la commune comptait 370 hommes pour 375 femmes, soit un taux de 50,34 % de femmes, légèrement inférieur au taux départemental (51,16 %).
Les pyramides des âges de la commune et du département s'établissent comme suit.
| Hommes | Classe d’âge | Femmes |
| ------ | ------------ | ------ |
| 1,1    | 90 ou +      | 2,1    |
| 9,7    | 75-89 ans    | 10,9   |
| 28,1   | 60-74 ans    | 26,4   |
| 23,5   | 45-59 ans    | 24,5   |
| 15,1   | 30-44 ans    | 14,4   |
| 10,8   | 15-29 ans    | 8,5    |
| 11,6   | 0-14 ans     | 13,1   |

| Hommes | Classe d’âge | Femmes |
| ------ | ------------ | ------ |
| 0,8    | 90 ou +      | 2,2    |
| 8,7    | 75-89 ans    | 11,1   |
| 20,3   | 60-74 ans    | 21,3   |
| 20     | 45-59 ans    | 19,4   |
| 17,5   | 30-44 ans    | 16,8   |
| 15     | 15-29 ans    | 13,2   |
| 17,7   | 0-14 ans     | 16,1   |

## Lieux et monuments

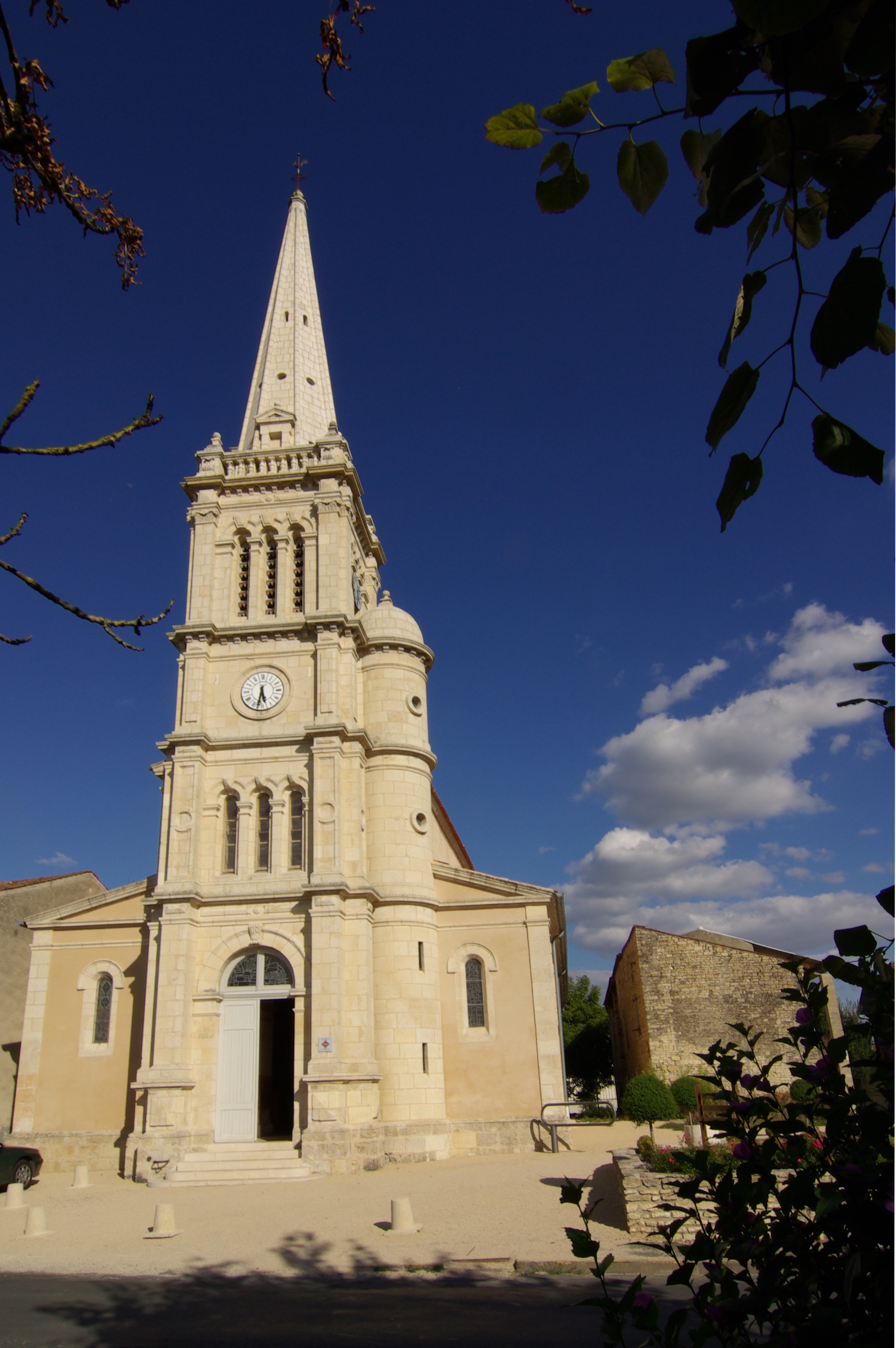
L'église Saint-Guy.

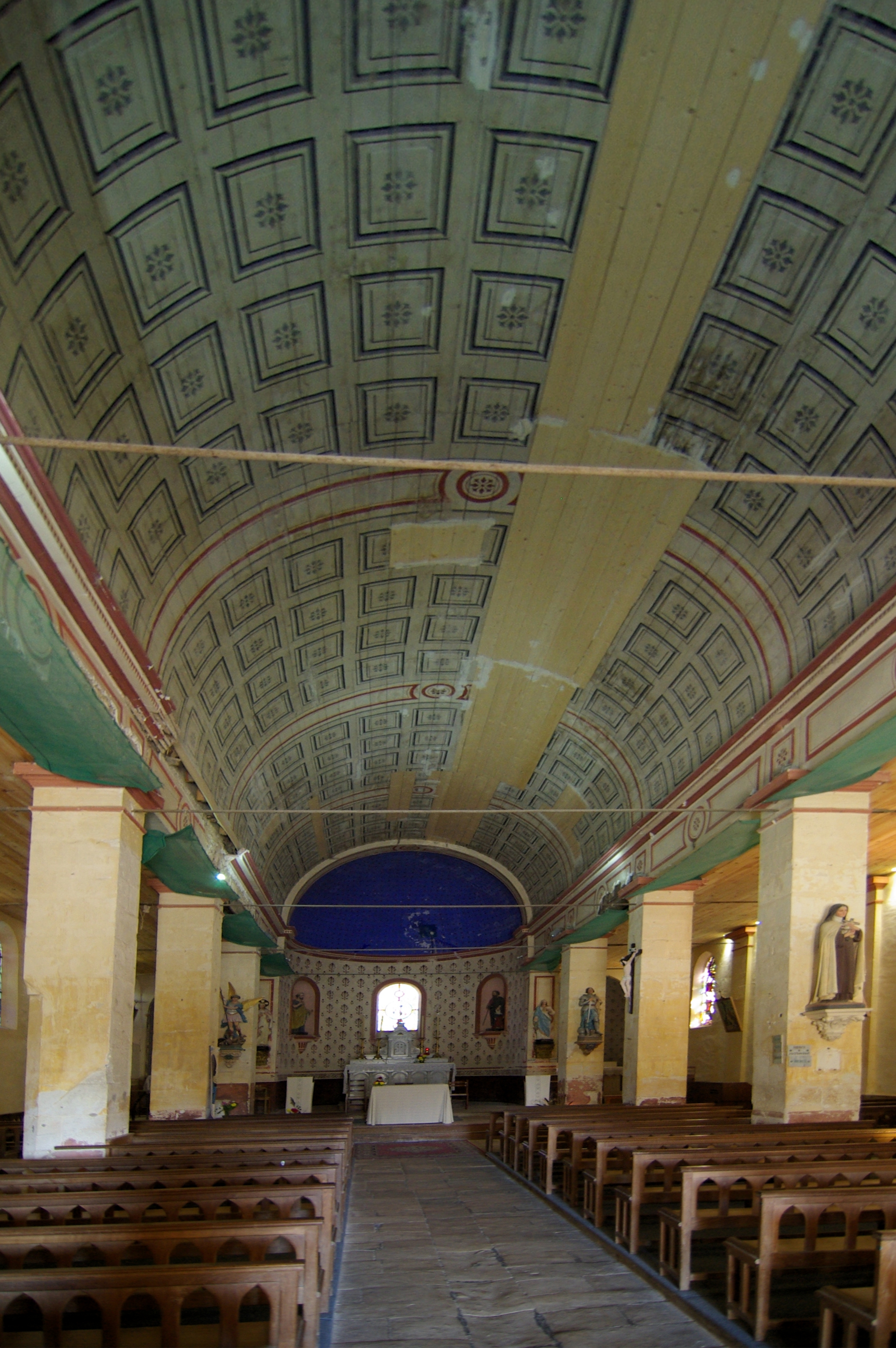
La nef de l'église Saint-Guy.

### Église Saint-Guy
L’église Saint-Guy de Damvix fut construite entre 1850-1851 sur les plans de l'architecte Auguste Garnereau. Le clocher, élevé par Victor Clair, date de 1879. Édifice de style « néo-grec » ou basilial, cette église s'apparente à quelques autres édifices religieux vendéens, bâtis à cette période selon les mêmes critères architecturaux et décoratifs : église Saint-Louis de La Roche-sur-Yon, église de Saint-Hilaire-de-Loulay, église Saint-Pierre de Doix, etc. L'église Saint-Guy se compose de trois nefs et de piliers carrés soutenant un plafond à caissons peints sur une voûte de lattes en bois. Elle possède un programme de vitraux dessinés par M. Chapuis vers 1960 et réalisés par le maître verrier Gouffault d'Orléans. Ces vitraux représentent les scènes de la Bible, de la Création au Jugement dernier. Au-dessus de la tribune se trouve un vitrail de Gaston Chaissac peint en 1962 pour « donner une note futuriste à votre sanctuaire [...] en collaboration avec vos paroissiens, voire avec vos enfants de chœur ».

### Pigeonnier de la Petite Bernegoue

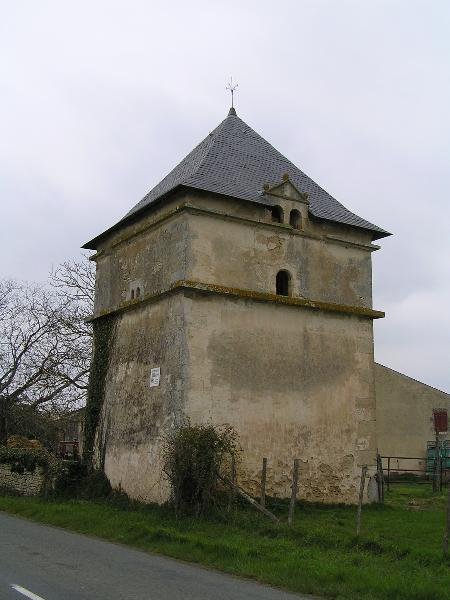
Le pigeonnier de la Petite Bernegoue.

Le hameau de la Petite Bernegoue, au nord-ouest de Damvix, abrite un pigeonnier de forme carrée.

## Commerce et industrie
- entreprise TFCM-STPG (220 salariés en 2020) tôlerie fine.
- Camping des Conches
- Boulangerie pâtisserie Bironneau (artisanat)
- L'abeille de Damvix (miellerie)
- Village vacances l'Emeraude
- La Gambille (restauration)
- La Récré (restauration)
- Le Marais (restauration)
- La Terrasse (restauration)
- Le P'tit Marché (supérette)
- Boucherie charcuterie Mathé (artisanat)
- Le Collibert (restaurant)
- Bouclettes et papillotes (artisan coiffeur)
- La Grenouille Bleue (balades guidée ou non dans le Marais Poitevin)

## Fortune littéraire
- François Bon évoque la maison de ses grands-parents, à Damvix, dans Autobiographie des objets (éd. du Seuil, 2012).

## Pour approfondir